# 앵거스 바비에리의 단식

456파운드였던 바르비에리와 1년간의 단식을 끝내기 직전의 모습.

앵거스 바르비에리(Angus Barbieri, 1938년 또는 1939년 ~ 1990년 9월 7일)는 1965년 6월 14일부터 1966년 6월 30일까지 382일 동안 단식을 한 스코틀랜드 남성이었다. 그는 스코틀랜드 테이포트에 있는 집에서 살면서 차, 커피, 탄산수, 비타민, 효모 추출물만 섭취했으며, 의학적 평가를 위해 메리필드 병원을 자주 방문했다. 바르비에리는 456 파운드 (207 kg)에서 180 파운드 (82 kg)로 체중이 감소하여 276 파운드 (125 kg)를 감량하고 단식 기간의 기록을 세웠다.

## 어린 시절
아고스티노 "앵거스" 바르비에리는 스코틀랜드 테이포트에서 피시 앤 칩스 가게를 운영하는 이탈리아인 부모 밑에서 태어났다. 거대한 체격 때문에 그는 일상적인 활동에 도움이 필요했다. 1961년 4월 1960–61 브리티시 홈 챔피언십에 참가하기 위해 웸블리 스타디움으로 갔을 때, 그는 버스 문을 통과하기 위해 여러 사람의 도움을 받아야 했다. 경기장 개찰구를 통과할 수 없었던 바르비에리는 경찰 경비원의 안내를 받아 게이트를 통해 들어갔고, 경찰이 그에게 집중하는 동안 다른 많은 무표 팬들이 경찰선을 넘어 경기장으로 들어갔다고 전해진다.

## 단식
1965년, 27세의 바르비에리는 던디의 메리필드 병원에 입원했다. 처음에는 단기간의 단식만 계획되었는데, 의사들은 긴 단식보다 짧은 단식을 선호한다고 믿었기 때문이다. 바르비에리는 "그가 너무 잘 적응했고 '이상적인' 체중에 도달하기를 열망했기 때문에" 계속할 것을 주장했다.:203 유혹을 피하기 위해 그는 아버지의 피시 앤 칩스 가게를 그만두었고, 그 가게는 단식 기간 동안 문을 닫았다. 단식이 진행될수록 그는 음식에 대한 모든 욕구를 잃었다. 1965년 6월 14일부터 1966년 6월 30일까지 382일 동안 그는 비타민, 전해질, 불특정량의 효모(모든 필수 아미노산의 공급원), 그리고 차, 커피, 탄산수와 같은 무칼로리 음료만 섭취했다. 다만, 단식 마지막 몇 주 동안은 음료에 가끔 우유나 설탕을 첨가하기도 했다.
바르비에리는 병원에서 치료를 시작했지만, 382일 중 대부분은 집에서 지내며 혈액 및 소변 샘플 검사를 포함한 외래 진료를 위해 병원을 방문했다. 대변 샘플은 채취되지 않았지만, 그는 대변을 보지 않고 최대 48일을 보냈다고 전해진다. 그의 시작 체중은 456 파운드 (207 kg)로 기록되었고, 1966년 7월 1일 바르비에리가 목표 체중인 180 파운드 (82 kg)에 도달하면서 단식은 공식적으로 중단되었다.:204 다음 열흘 동안 의사들은 그에게 고형식을 준비하기 위해 소금, 그리고 설탕 식단을 제공했다. 따라서 일부 자료에서는 단식 기간을 382일이 아닌 392일로 기록하고 있다.

## 아침 식사
1년 26일 동안 음식을 섭취하지 않은 앵거스 바르비에리는 1966년 7월 11일 오전 10시에 첫 고형식을 먹었다. 삶은 달걀과 버터를 바른 빵 한 조각이었다. 그는 모인 신문 기자들과 사진작가들에게 "음식 맛이 어땠는지 잊어버렸어요... 괜찮게 넘어갔어요. 좀 배가 부르지만 정말 맛있었어요"라고 말했다.

## 기록
1971년판 기네스 세계 기록에서 바르비에리의 382일 단식은 가장 긴 기록으로 인정되었다. 2025년 기준, 바르비에리는 고형식 없이 가장 긴 단식 기록을 보유하고 있다. 기네스는 안전하지 않은 행동을 장려할까 우려하여 단식과 관련된 기록을 적극적으로 장려하지 않는다.

## 후속 조치
의사들은 바르비에리가 병원에 머무르지 않고도 먹고 싶은 유혹을 견뎌낸 능력에 놀라워했다. 그는 이 업적을 기념하여 스페인으로 3주간 휴가를 떠났고, 1973년 연구에 따르면 바르비에리는 건강한 체중인 196 파운드 (89 kg)를 유지했으며,:204 "이 환자의 장기간 단식은 아무런 부작용이 없었다"고 결론지었다. 그는 워릭으로 이사하여 메리라는 여성과 결혼하여 두 아들을 두었다. 바르비에리는 짧은 병을 앓다가 1990년 9월에 사망했다.

## 같이 보기
- 비만 관리